# Pierre Patout
Pierre Patout, né le 23 avril 1879 à Tonnerre (Yonne) et mort le 21 mai 1965 à Souzay-Champigny (Maine-et-Loire), est un architecte et décorateur français représentatif de la mouvance de l'Art déco. Particulièrement actif durant l'entre-deux-guerres, il s'inspira notamment dans ses constructions de l'allure des paquebots qu'il avait aménagés, exerçant de la sorte une influence décisive sur le « style paquebot », si populaire dans les années 1930.

## Réalisations
Toute sa vie il entretiendra des liens privilégiés avec son ami, le décorateur Jacques-Émile Ruhlmann, pour lequel il réalisera les plans de la maison de campagne à Lyons-la-Forêt dès 1910-1912.
Lors de la Première Guerre mondiale, il a fait partie de la section de camouflage dirigée par Lucien-Victor Guirand de Scevola, comprenant notamment Jean-Louis Forain, André Dunoyer de Segonzac, André Mare et Paul Landowski.
À Paris, Pierre Patout a construit la Porte de la Concorde, le pavillon de la Manufacture de Sèvres et le pavillon du Collectionneur (pour l'ensemblier Jacques-Émile Ruhlmann) à l'Exposition des Arts décoratifs de 1925. On lui doit également la maison-atelier du sculpteur René Quillivic boulevard de Montmorency, des immeubles square Henry-Paté et rue du Docteur-Blanche (no 5) dans le 16e arrondissement, l'hôtel Mercedes avenue de Wagram et un immeuble porte de Champerret dans le 17e arrondissement, et le pavillon des Artistes décorateurs à l'Exposition universelle de 1937. Mais sa réalisation la plus emblématique est l'immeuble du 3 boulevard Victor dans le 15e arrondissement de Paris, surnommé « le Paquebot » (1935). Patout est aussi l’architecte des Galeries Lafayette (1930-1936) et de la chaîne de magasins de vin Nicolas (1926-1938).

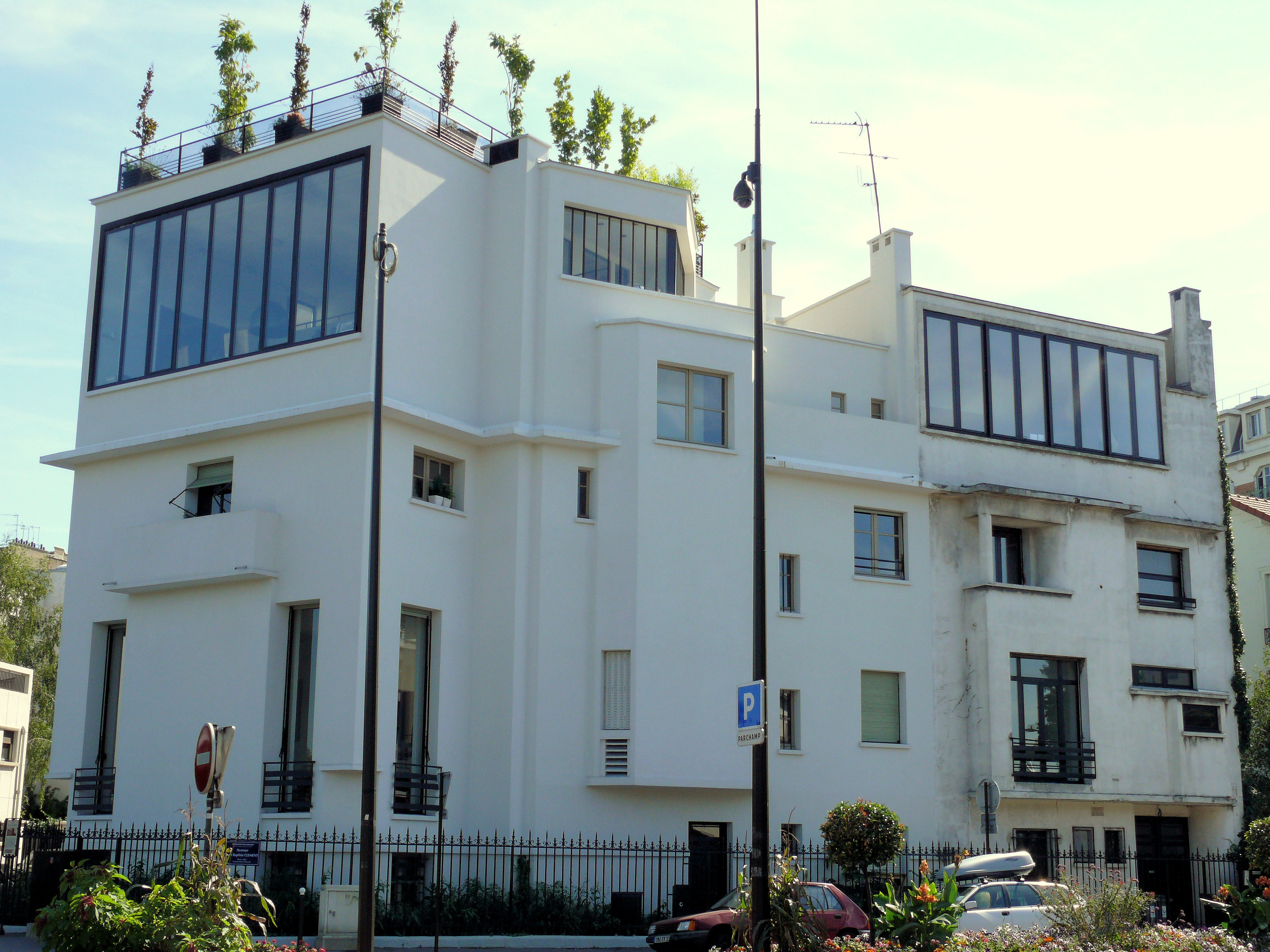
Résidence-atelier Alfred Lombard, à Boulogne-Billancourt.

Il signe à Neuilly-sur-Seine la maison-atelier du peintre Maurice Asselin au 45-47, rue du Bois-de-Boulogne (1923), puis, à Boulogne-Billancourt, dans une variante cubiste extrême du style Art déco, la maison-atelier Alfred Lombard au 2 rue Gambetta (1928).
Il a aménagé trois paquebots transatlantiques : Île-de-France (1926-1927), L'Atlantique (1930-1931), et Normandie (1932-1935), chef-d'œuvre incontesté et inégalé de l'art décoratif français de l'entre-deux-guerres.
En 1928, sur les hauteurs de Menton, il construit une villa pour André Tardieu. André Tardieu que l’on surnomme « le Mirobolant », fait aménager l’intérieur par les plus grands décorateurs Art Déco : Edgar Brandt, René Lalique et Gaston Suisse. Avec son grand escalier central desservant l’étage, cette réalisation sera tout à fait emblématique du style paquebot qui caractérise Pierre Patout.
À New York, Patout a construit le pavillon de la France pour l'Exposition de 1939 avec l'architecte Roger-Henri Expert.
Après la Seconde Guerre mondiale, il est nommé architecte en chef de la reconstruction de la ville de Tours et chargé de concevoir la nouvelle esthétique de l'entrée de ville monumentale. La bibliothèque municipale, réalisée avec les frères Charles et Jean Dorian et achevée en 1957, est l'ultime témoignage de la modernité monumentale qui caractérise son œuvre.
Pierre Patout est enterré au cimetière ancien de Rueil-Malmaison.